# LRAC F1
L'LRAC F1, la cui denominazione ufficiale è Lance-Roquettes AntiChar de 89 mm modèle F1 (lanciarazzi anticarro da 89 mm modello F1), è un lanciarazzi anticarro riutilizzabile, sviluppato dalla Luchaire Defense SA fabbricato in collaborazione della Manufacture Nationale d'Armes di Saint-Étienne, in Francia, e commercializzato dalla Hotchkiss-Brandt. Esso ha sostituito l'M20A1 Super Bazooka in dotazione all'esercito francese. Grazie all'uso di sostanze plastiche e fibra di vetro, da carico questo modello risultava più leggero di 2 kg rispetto al suo predecessore pur avendo una gittata migliore.